# Szczepankowo

Szczepankowo (IPA: /ʂt͡ʂɛpanˈkɔvɔ/) är en by strax väster om Łomża i landskapet Podlasien i östra Polen. Orten har en medeltida kyrka.
- Wikimedia Commons har media som rör Szczepankowo.